# Emmanuel Finkiel
Emmanuel Finkiel (ur. 30 października 1961 w Boulogne-Billancourt) – francuski reżyser i scenarzysta filmowy, specjalizujący się w kinie dokumentalnym. 
Znany jest przede wszystkim z fabularyzowanego dokumentu Podróże (1999). Jego bohaterom, polskim Żydom udającym się w podróż do Państwowego Muzeum Auschwitz-Birkenau w Oświęcimiu, psuje się bus, co zmusza ich do poszukiwania nowych środków lokomocji. Za Podróże Finkiel zdobył szereg nagród, w tym Cezara za najlepszy debiut oraz Wyróżnienie Specjalne FIPRESCI na Festiwalu Filmowym Viennale. Finkiel jest też autorem takich filmów, jak Casting (2001, Nagroda FIPRESCI na Międzynarodowym Festiwalu Filmów Dokumentalnych w Lipsku), Przyzwoity gość (2015) oraz Ból (2017).